# 東京電力労働組合
東京電力労働組合（とうきょうでんりょくろうどうくみあい、略称：東電労組（とうでんろうそ）、英語：Tokyo Electric Power Worker's Union）は、東京電力（東電）の従業員で構成される労働組合である。全国電力関連産業労働組合総連合（電力総連）に加盟している。

## 概要
労働協約に基づき、管理職などをのぞく全社員が組合員になるユニオン・ショップ制を採用している。労働時間のあり方や働き方の変革を検討する労使委員会や、社員の安全について討議する安全協議会などを定例的に開催している。組合員数は、約32,000人となっている。本部所在地は、東京都港区浜松町1-21-2 礎会館である。

## 沿革
- 1949年11月5日に、関東配電労働組合（関配労組）を結成する（組合員数（組合公称）22,000人、所在地港区赤坂溜池34）。
- 1951年5月1日に、9電力会社体制発足にともない東京電力労働組合（東電労組）に改称する[2]。
- 1956年6月6日に、東京電力労働組合綱領を制定する[3]。
- 1968年1月27日に、全国電力労働組合連合会（電労連、現電力総連）の呼びかけを受け、日本原子力研究所労組・動力炉・核燃料開発事業団労組・日本原子力発電労組とともに中心となって、三菱原子力工業（現三菱原子燃料）労組・日立製作所中央研究所労組・日本原子力事業（現東芝）労組・電源開発労組などが参加する原子力労組懇談会を結成する[4]。
- 1975年7月11日に、共済事業拡大のため東電生協を設立する[5]。
- 1978年3月27日に、電機労連、造船重機労連、日立労連、三菱重工労組など13労組とともに原子力関係労組懇談会を結成する[6]。
- 1993年6月2日に、東京電力労働組合綱領を改定する。
- 2011年7月に、事務所のある礎会館が、東京都港区芝浦から現在地に移転。同会館には、他に東電生協[7]・関東電力関連産業労働組合総連合[8]・東京電力労働組合政治連盟[9]も入居している。

## 刊行物
- 機関紙「同志の礎」
- 『東電労組史 第1巻 組織統一から3本柱確立まで』東電労組東労史編集室 編  1975年
- 『東電労組史 前史 激動の戦後10年、組織統一まで』東電労組東労史編集室 編  1976年
- 『東電労組史 第3巻 隔週週休2日制の実現・組織近代化のスタートから週休2日制・定年延長60歳の実現まで』東電労組政策室 編 1986年
- 『東電労組史 第4巻 礎会館完成から21世紀をめざして』　東電労組政策室 編 1987年

## 福島第一原発事故をめぐる対応
- 2012年5月29日、新井行夫中央執行委員長は、中部電力労働組合の大会に来賓として出席し、あいさつ。脱原発を掲げる民主党政権のエネルギー政策をめぐって「裏切った民主党議員には、報いをこうむってもらう」と不満を示した。福島第一原発事故について東電に「不法行為はない」とも述べた[10]。
- 福島第一原発事故被災者である組合員とその家族が東電に賠償請求し、原子力損害賠償紛争解決センターが和解案を提示したものの東電側がこれを受け入れない事例をめぐって、「賠償は個人の問題なので組合として会社と交渉する予定はない」旨、2014年春、新聞取材に対し回答している[11]。

## 関連人物
- 中村利次 - 全国電力労働組合連合会副会長、1969年東電労組中央執行委員長、1971年民社党参議院議員
- 笹森清 - 書記長、委員長を経て、日本労働組合総連合会会長、顧問
- 小林正夫 - 中央書記長、中央副執行委員長を経て、電力総連副会長、国民民主党参議院議員、厚生労働大臣政務官
- 加賀谷健 - 千葉支部書記長、全日本労働総同盟千葉地方同盟書記長、千葉県議会議員を経て、民主党参議院議員、総務大臣政務官
- 竹詰仁 - 中央書記長、中央執行委員長を経て、国民民主党参議院議員